# Industrial Bank Co.
Industrial Bank Co., Ltd. (forenklet kinesisk: 兴业银行; traditionelt kinesisk: 興業銀行; pinyin: Xīngyè Yínháng) (SSE: 601166) eller officielt Fujian Industrial Bank Joint-Stock Corporation, Limited er en kinesisk bank med hovedkvarter i Fuzhou, Fujian. De har 662 filialer i Kina og 52.016 ansatte.
Banken satser på privatkunder, erhvervskunder og investorer. Den blev etableret i 1988.